# نوسانگر هماهنگ
در مکانیک کلاسیک، یک نوسانگر هماهنگ سیستمی است ذره از موقعیت تعادل خود به اندازه x دور شده‌است و یک نیروی بازگردانده F به آن وارد می‌شود:
{\displaystyle {\vec {F}}=-k{\vec {x}}\,}
که k یک ضریب مثبت است.
اگر F تنها نیروی وارد بر ذره باشد نام آن نوسانگر هماهنگ ساده می‌شود، و تحت حرکت هماهنگ ساده حول نقطه تعادل سینوسی خواهد بود دامنه و بسامد نوسان آن ثابت خواهد بود.
اگر یک نیروی اصطکاکی وجود داشته باشد نوسان مورد نظر میرا می‌شود.
در مکانیک کوانتمی نوسانگر هماهنگ کوانتمی نیز وجود دارد که از اعمال شرایط کوانتمی بر پتانسیل‌های نوسانگر هماهنگ بدست می‌آید.

## نوسان‌گر هماهنگ ساده

حرکت هماهنگ ساده

نوسان هماهنگ ساده، حرکتی هماهنگ است که در آن میرایی وجود ندارد. بنابرین نیروی وارد بر آن از فرمول زیر بدست می‌آید:
{\displaystyle F=ma=m{\frac {\mathrm {d} ^{2}x}{\mathrm {d} t^{2}}}=-kx.}
حل این معادله دیفرانسیل نتیجه زیر را دارد:
{\displaystyle x(t)=A\cos \left(2\pi ft+\phi \right),}
که
{\displaystyle f={\frac {1}{2\pi }}{\sqrt {\frac {k}{m}}}={\frac {1}{T}}.}
این حرکت یک تابع متناوب است.
انرژی پتانسیل ذخیره شده در نوسانگر از رابطه زیر بدست می‌آید:
{\displaystyle U={\frac {1}{2}}kx^{2}.}

## مثال‌ها

### آونگ ساده

یک آونگ ساده در شرایط عدم میرایی و دامنه محدود، حرکت هماهنگ ساده نشان می‌دهد.

بافرض آن‌که میرایی وجود ندارد و دامنهٔ حرکت کوچک است، معادلهٔ دیفرانسیل حاکم بر یک آونگ ساده به صورت زیر است (برای حصول این معادله، می‌توان آونگ را به میزان اندکی منحرف کرد و از قانون دوم اویلر -فرم زاویه‌ای قانون دوم حرکت- بهره گرفت):
{\displaystyle {\mathrm {d} ^{2}\theta  \over \mathrm {d} t^{2}}+{g \over \ell }\theta =0.}
جواب این معادله به صورت زیر است:
{\displaystyle \theta (t)=\theta _{0}\cos \left({\sqrt {g \over \ell }}t\right)\quad \quad \quad \quad |\theta _{0}|\ll 1}
که در آن {\displaystyle \theta _{0}} بیشینه زاویه‌ای است که آونگ به آن می‌رسد. دوره تناوب، زمان لازم برای یک نوسان، از حاصل‌ضرب {\displaystyle 2\pi } تقسیم بر آرگومان کسینوس که در این‌جا {\displaystyle {\sqrt {g \over \ell }}} است به دست می‌آید؛ پس خواهیم داشت:
{\displaystyle T_{0}=2\pi {\sqrt {\ell  \over g}}\quad \quad \quad \quad |\theta _{0}|\ll 1.}

## سیستم‌های معادل
| حرکت انتقالی                                                         | حرکت دورانی                                                                    | مدار RLC                                                                | مدار RLC                                                    |
| -------------------------------------------------------------------- | ------------------------------------------------------------------------------ | ----------------------------------------------------------------------- | ----------------------------------------------------------- |
| موقعیت {\displaystyle x\,}                                           | زاویه {\displaystyle \theta \,\!}                                              | بار {\displaystyle q\,}                                                 | ولتاژ {\displaystyle e\,}                                   |
| سرعت برداری {\displaystyle {\frac {\mathrm {d} x}{\mathrm {d} t}}\,} | سرعت زاویه‌ای {\displaystyle {\frac {\mathrm {d} \theta }{\mathrm {d} t}}\,}    | جریان الکتریکی {\displaystyle {\frac {\mathrm {d} q}{\mathrm {d} t}}\,} | {\displaystyle {\frac {\mathrm {d} e}{\mathrm {d} t}}\,}    |
| جرم (فیزیک) {\displaystyle M\,}                                      | ممان اینرسی {\displaystyle I\,}                                                | القاوری {\displaystyle L\,}                                             | ظرفیت خازنی {\displaystyle C\,}                             |
| قانون هوک {\displaystyle K\,}                                        | ثابت پیچشی {\displaystyle \mu \,}                                              | ظرفیت خازنی {\displaystyle 1/C\,}                                       | سوسپتانس {\displaystyle 1/L\,}                              |
| اصطکاک {\displaystyle \gamma \,}                                     | اصطکاک دورانی {\displaystyle \Gamma \,}                                        | مقاومت الکتریکی {\displaystyle R\,}                                     | مقاومت الکتریکی {\displaystyle 1/R\,}                       |
| Drive نیرو {\displaystyle F(t)\,}                                    | Drive گشتاور {\displaystyle \tau (t)\,}                                        | {\displaystyle e\,}                                                     | {\displaystyle \mathrm {d} i/\mathrm {d} t\,}               |
| تشدید {\displaystyle f_{n}\,}:                                       |                                                                                |                                                                         |                                                             |
| {\displaystyle {\frac {1}{2\pi }}{\sqrt {\frac {K}{M}}}\,}           | {\displaystyle {\frac {1}{2\pi }}{\sqrt {\frac {\mu }{I}}}\,}                  | {\displaystyle {\frac {1}{2\pi }}{\sqrt {\frac {1}{LC}}}\,}             | {\displaystyle {\frac {1}{2\pi }}{\sqrt {\frac {1}{LC}}}\,} |
| معادلات دیفرانسیل:                                                   |                                                                                |                                                                         |                                                             |
| {\displaystyle M{\ddot {x}}+\gamma {\dot {x}}+Kx=F\,}                | {\displaystyle I{\ddot {\theta }}+\Gamma {\dot {\theta }}+\mu \theta =\tau \,} | {\displaystyle L{\ddot {q}}+R{\dot {q}}+q/C=e\,}                        | {\displaystyle C{\ddot {e}}+{\dot {e}}/R+e/L={\dot {i}}\,}  |